# Schloss Wiltz

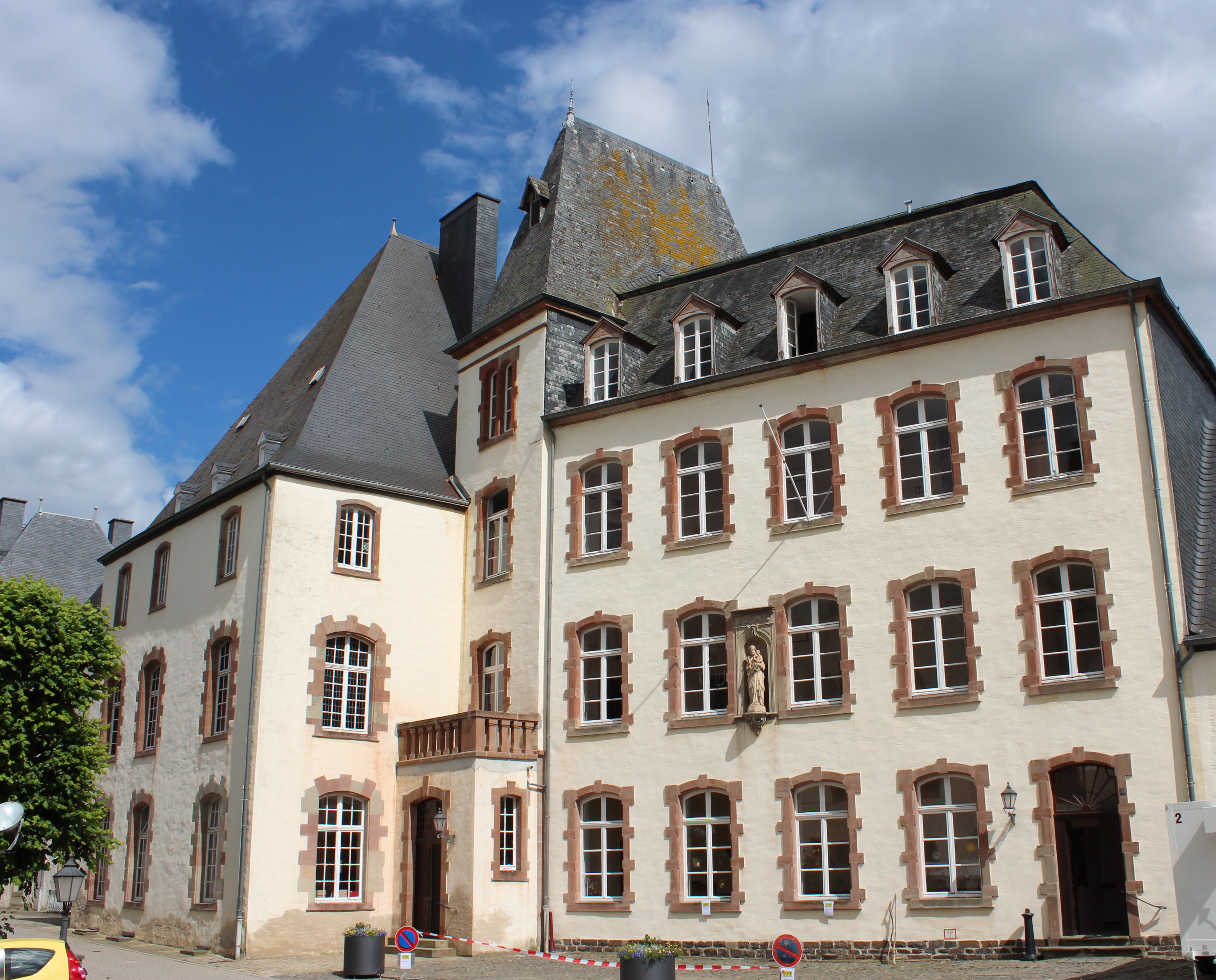
Schloss Wiltz 2012

Schloss Wiltz liegt in der luxemburgischen Stadt Wiltz im Norden des Landes, im  Ösling. Das Schloss liegt im oberen Teil der Stadt, in Oberwiltz (lux. Uewerwolz). Die Burg wurde im 12. Jahrhundert errichtet und ist eine der Hauptsehenswürdigkeiten der Stadt.

## Geschichte

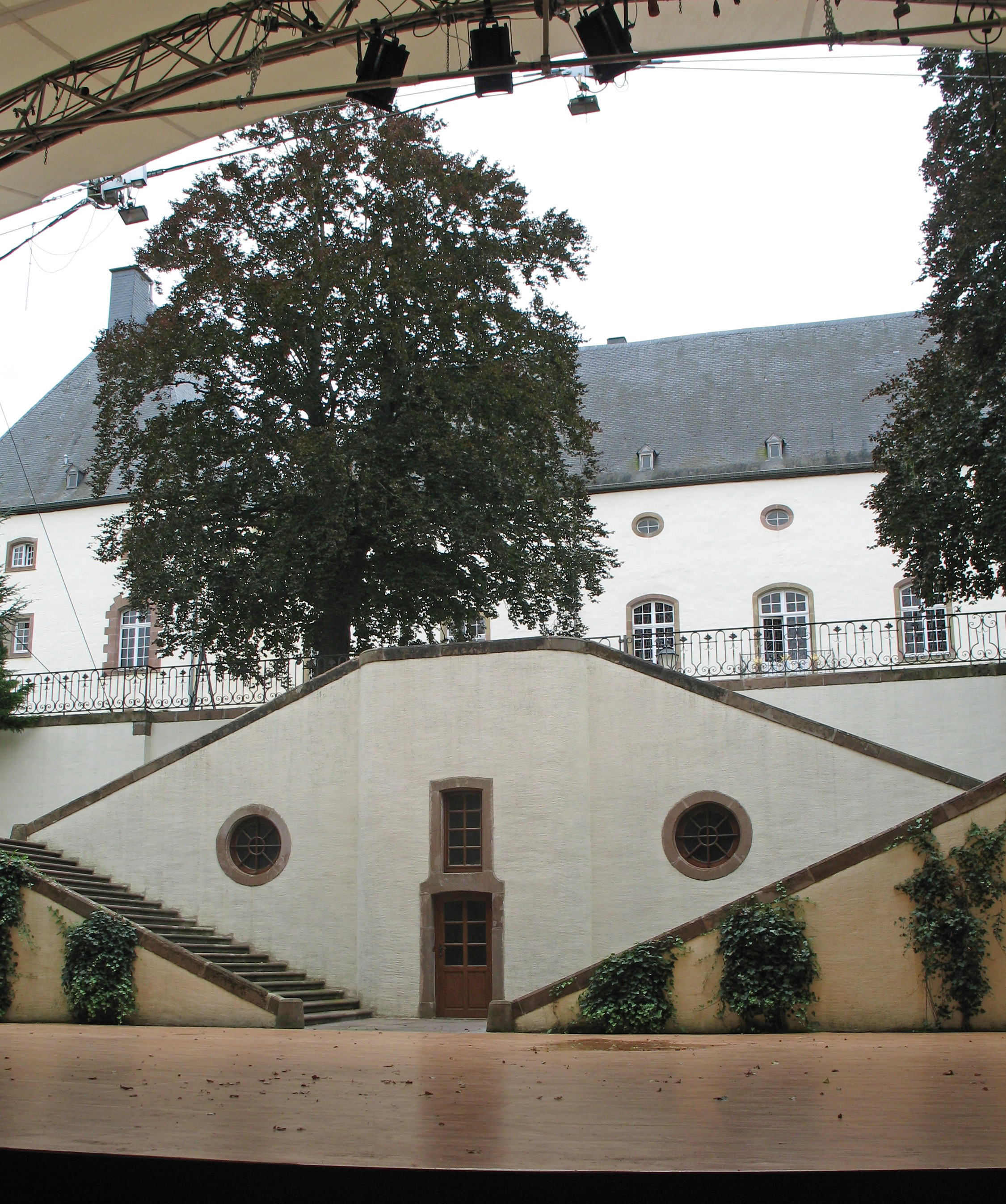
Die Außentreppe des Schlosses

Die erste Burg in Niederwiltz, dort wo sich heute die Dekanatskirche befindet, sollte die Stadt vor ihren Feinden schützen, aber die Lage war so schlecht gewählt, dass sie immer wieder eingenommen wurde. Im 12. Jahrhundert suchten die Herren von Wiltz schließlich nach einem besseren Standort für ihren neuen Wohnsitz und errichteten auf einem Felsvorsprung eine zweite Burg, deren Bau dann die Entstehung des Ortsteils Oberwiltz begründete.
1388 wurden Burg und Ortschaft von den französischen Belagerern in Brand gesteckt, kurz darauf wieder aufgebaut. Um die Mitte des 15. Jahrhunderts, als der Öslinger Adel sich gegen die Truppen von Philipp von Burgund zur Wehr setzte, wurde das Schloss ein weiteres Mal zerstört.
Der älteste Teil des heutigen Schlosses ist der Hexenturm an der Nordwestseite. Er wurde 1573 errichtet und in der Folgezeit zweimal restauriert. Das Dach dieses mehrstöckigen Turmes ziert seit dem 19. Jahrhundert die Figur des legendären Grafen Jan, den die Wiltzer als gepanzerten Ritter zum ewigen Wächter bestellt haben. Der viereckige Turm datiert von 1626, sein Unterbau reicht allerdings noch weiter zurück. In diesem Turm war früher der Hauptzugang, den man über eine Zugbrücke erreichte. Rechts von der Brücke stand die Gerichtslinde, deshalb heißt der Platz vor dem Schloss heute noch Lannepesch. Unter der Herrschaft des Grafen Jan wurde im Jahre 1631 mit dem Bau des heute noch erhaltenen Renaissance-Schlosses begonnen. Der Dreißigjährige Krieg, Belagerung, Hungersnöte und Epidemien verzögerten die Arbeiten um beinahe ein Jahrhundert, so dass der Neubau erst um das Jahr 1720 unter dem Grafen Charles-Eugène de Custine de Wiltz abgeschlossen werden konnte.
1722 entstand die neue Schlosskapelle, 1727 wurde die monumentale, in den Schlossgarten führende Außentreppe fertiggestellt, die seit den 1950er Jahren zusammen mit der Schlossfassade als Kulisse der Wiltzer Festspiele dient.

## Uni Campus Wiltz
Seit 2012 gibt es einen Hochschul-Campus im Wiltzer Schloss. Mehrere private Hochschulen haben dort ihren Stammsitz. Unter dem gemeinsamen Oberbegriff „Campus Wiltz“ bieten sie Studierenden aus aller Welt ein qualitativ hochwertiges und berufsorientiertes und teilweise auch berufsbegleitendes höheres Studium an.
- BBI-Lux: Internationales Institut für Hotel- und Tourismus-Management[2]
- UBI-Lux: Internationales Institut für Business-Management[3]
- BSI-Lux: Internationales Institut für "Doctorates in Business Administration" – DBA[4]
- DTMD:    University for Digital Technologies in Medicine & Dentistry[5]]

BBI und UBI bieten ihre Studienprogramme exklusiv in Englisch an. Das Business Science Institute (BSI) prioritär ebenfalls, bei Bedarf jedoch auch in Französisch. Seit September 2017 bietet BSI in Kooperation mit dem 2004 gegründeten luxemburgischen Forschungsinstitut European Institute for Knowledge and Value Management (EIKV) zusätzlich ein deutschsprachiges berufsbegleitendes Promotionsstudium in Wiltz an. Die DTMD University veranstaltet unter anderem "Curriculare Aus- und Weiterbildung für Zahntechniker" sowie berufsbegleitende postgraduale Master- und Promotionsstudiengänge für Ärzte und Zahnärzte auch in Kooperation mit anderen europäischen Universitäten.
Inlingua hat eine Antenne im Wiltzer Schloss und bietet dort Sprachkurse sowohl für die Studenten der dort ansässigen Hochschulen als auch die regionale Bevölkerung und Industrie an.